# Формальний степеневий ряд
Формальний степеневий ряд — формальний алгебраїчний вираз виду:
{\displaystyle F(X)=\sum \limits _{n=0}^{\infty }a_{n}X^{n},}
в якому коефіцієнти {\displaystyle {a_{n}}} належать деякому кільцю {\displaystyle {R}}. На відміну від степеневих рядів у аналізі формальним степеневим рядам не надається числових значень і відповідно не має змісту збіжність таких рядів для числових аргументів.
Формальні степеневі ряди досліджуються у алгебрі, топології, комбінаториці.

## Вступ
Формальний степеневий ряд можна уявити як об'єкт, схожий на поліном, але з нескінченною кількістю членів. Як альтернативу, для тих, хто знайомий зі степеневими рядами (або рядами Тейлора), можна розглядати формальний степеневий ряд як степеневий ряд, у якому ми ігноруємо питання збіжності, не припускаючи, що змінна X позначає будь-яке числове значення (навіть невідоме). Наприклад, розглянемо ряд
{\displaystyle A=1-3X+5X^{2}-7X^{3}+9X^{4}-11X^{5}+\cdots .}
Якби ми вивчали це як степеневий ряд, то до його властивостей, наприклад, входило б те, що його радіус збіжності дорівнює 1. Однак, як формальний степеневий ряд, ми можемо зовсім це ігнорувати; все, що має значення, це послідовність коефіцієнтів [1, −3, 5, −7, 9, −11, ...]. Іншими словами, формальний степеневий ряд - це об'єкт, що просто записує послідовність коефіцієнтів. Цілком прийнятно розглядати формальний степеневий ряд з факторіалами [1, 1, 2, 6, 24, 120, 720, 5040, ... ] в якості коефіцієнтів, навіть якщо відповідний степеневий ряд розходиться при будь-якому ненульовому значенні X.
Арифметичні дії над формальними степеневими рядами виконуються, просто уявляючи, що ряди є поліномами. Наприклад, якщо
{\displaystyle B=2X+4X^{3}+6X^{5}+\cdots ,}
то ми додаємо A і B почленно:
{\displaystyle A+B=1-X+5X^{2}-3X^{3}+9X^{4}-5X^{5}+\cdots .}
Ми можемо перемножити формальні степеневі ряди, знову ж таки, просто обробляючи їх як поліноми (дивіться, зокрема, добуток Коші):
{\displaystyle AB=2X-6X^{2}+14X^{3}-26X^{4}+44X^{5}+\cdots .}
Зверніть увагу, що кожен коефіцієнт у добутку AB залежить лише від скінченної кількості коефіцієнтів A та B. Наприклад, член X5 обчислюється як
{\displaystyle 44X^{5}=(1\times 6X^{5})+(5X^{2}\times 4X^{3})+(9X^{4}\times 2X).}
З цієї причини можна множити формальні степеневі ряди, не турбуючись про звичайні питання абсолютної, умовної та рівномірної збіжності, які виникають при роботі зі степеневими рядами в контексті аналізу.
Після визначення множення для формальних степеневих рядів, ми можемо визначити мультиплікативні обернені наступним чином. Мультиплікативне обернене формального степеневого ряду A є формальний степеневий ряд C такий, що AC = 1, за умови, що такий формальний степеневий ряд існує. Виявляється, що якщо у A є мультиплікативне обернене, воно є унікальним, і ми позначаємо його як A−1. Тепер ми можемо визначити ділення формальних степеневих рядів, визначивши B/A як добуток BA−1, за умови, що обернене A існує. Наприклад, можна використати визначення множення вище, щоб перевірити знайому формулу
{\displaystyle {\frac {1}{1+X}}=1-X+X^{2}-X^{3}+X^{4}-X^{5}+\cdots .}
Важливою операцією над формальними степеневими рядами є витяг коефіцієнтів. У найпростішій формі, оператор витягу коефіцієнтів {\displaystyle [X^{n}]}, застосований до формального степеневого ряду {\displaystyle A} в одній змінній, витягує коефіцієнт {\displaystyle n}-го ступеня змінної, так що {\displaystyle [X^{2}]A=5} та {\displaystyle [X^{5}]A=-11}. Інші приклади включають
{\displaystyle {\begin{aligned}\left[X^{3}\right](B)&=4,\\\left[X^{2}\right](X+3X^{2}Y^{3}+10Y^{6})&=3Y^{3},\\\left[X^{2}Y^{3}\right](X+3X^{2}Y^{3}+10Y^{6})&=3,\\\left[X^{n}\right]\left({\frac {1}{1+X}}\right)&=(-1)^{n},\\\left[X^{n}\right]\left({\frac {X}{(1-X)^{2}}}\right)&=n.\end{aligned}}}
Аналогічно, багато інших операцій, які виконуються над поліномами, можуть бути розширені на налаштування формальних степеневих рядів, як пояснено нижче.

## Кільце формальних степеневих рядів
Якщо розглядати множину всіх формальних степеневих рядів в X з коефіцієнтами в комутативному кільці R, то елементи цієї множини разом утворюють інше кільце, яке позначається як {\displaystyle R[[X]],} і називається кільцем формальних степеневих рядів відносно змінної X над R.

### Визначення кільця формальних степеневих рядів
{\displaystyle R[[X]]} можна характеризувати абстрактно як завершення кільця поліномів {\displaystyle R[X]}, оснащеного певною метрикою. Це автоматично надає {\displaystyle R[[X]]} структуру топологічного кільця (і навіть повного метричного простору). Але загальне конструювання завершення метричного простору є складнішим, ніж потрібно тут, і зробило б формальні степеневі ряди складнішими, ніж вони є насправді.
Можливо описати {\displaystyle R[[X]]} більш явно і визначити структуру кільця і топологічну структуру окремо, як наступне.

#### Структура кільця
Як множина, {\displaystyle R[[X]]} може бути побудована як множина {\displaystyle R^{\mathbb {N} }} усіх нескінченних послідовностей елементів {\displaystyle R}, індексованих натуральними числами (включаючи 0). Вказуючи послідовність, термін при індексі {\displaystyle n} якої є {\displaystyle a_{n}}, як {\displaystyle (a_{n})}, додаємо дві такі послідовності за формулою
{\displaystyle (a_{n}){n\in \mathbb {N} }+(b_{n}){n\in \mathbb {N} }=\left(a_{n}+b_{n}\right)_{n\in \mathbb {N} }}
і множимо за формулою
{\displaystyle (a_{n}){n\in \mathbb {N} }\times (b_{n}){n\in \mathbb {N} }=\left(\sum _{k=0}^{n}a_{k}b_{n-k}\right)_{!n\in \mathbb {N} }.}
Цей тип добутку називається добуток Коші двох послідовностей коефіцієнтів, і є своєрідною дискретною згорткою. З цими операціями, {\displaystyle R^{\mathbb {N} }} стає комутативним кільцем з нульовим елементом {\displaystyle (0,0,0,\ldots )} і мультиплікативною одиницею {\displaystyle (1,0,0,\ldots )}.
Добуток насправді є тим самим, що використовується для визначення добутку поліномів з однією невизначеною, що натякає на використання подібної нотації. Вбудовуючи {\displaystyle R} у {\displaystyle R[[X]]}, відправляючи будь-який (постійний) {\displaystyle a\in R} до послідовності {\displaystyle (a,0,0,\ldots )} і позначаючи послідовність {\displaystyle (0,1,0,0,\ldots )} як {\displaystyle X}; тоді, використовуючи вищезазначені визначення, кожну послідовність з лише скінченною кількістю ненульових термів можна виразити через ці спеціальні елементи як
{\displaystyle (a_{0},a_{1},a_{2},\ldots ,a_{n},0,0,\ldots )=a_{0}+a_{1}X+\cdots +a_{n}X^{n}=\sum _{i=0}^{n}a_{i}X^{i};}
це саме поліноми в {\displaystyle X}. Враховуючи це, цілком природно і зручно позначати загальну послідовність {\displaystyle (a_{n}){n\in \mathbb {N} }} формальним виразом {\displaystyle \textstyle \sum {i\in \mathbb {N} }a_{i}X^{i}}, хоча останній не є виразом, сформованим за допомогою вищезазначених операцій додавання і множення (з яких можна будувати лише скінченні суми). Ця нотаційна угода дозволяє переформулювати вищезгадані визначення як
{\displaystyle \left(\sum _{i\in \mathbb {N} }a_{i}X^{i}\right)+\left(\sum _{i\in \mathbb {N} }b_{i}X^{i}\right)=\sum _{i\in \mathbb {N} }(a_{i}+b_{i})X^{i}}
та
{\displaystyle \left(\sum _{i\in \mathbb {N} }a_{i}X^{i}\right)\times \left(\sum _{i\in \mathbb {N} }b_{i}X^{i}\right)=\sum _{n\in \mathbb {N} }\left(\sum _{k=0}^{n}a_{k}b_{n-k}\right)X^{n}.}
це дуже зручно, але необхідно розуміти різницю між формальним підсумовуванням (просто угодою) та фактичним додаванням.

## Алгебраїчні операції
В {\displaystyle R[[X]]} можна наступним чином визначити додавання, множення, формальне диференціювання і формальну суперпозицію.
Нехай:
{\displaystyle F(X)=\sum \limits _{n=0}^{\infty }a_{n}X^{n},\qquad G(X)=\sum \limits _{n=0}^{\infty }b_{n}X^{n},\qquad H(X)=\sum \limits _{n=0}^{\infty }c_{n}X^{n}.}
Тоді:
{\displaystyle H=F+G\iff \forall n\,c_{n}=a_{n}+b_{n}}
{\displaystyle H=F\,\cdot \,G\iff \forall n\,c_{n}=\sum \limits _{k+l=n}a_{k}b_{l}}
{\displaystyle H=F\circ G\iff \forall n\,c_{n}=\sum \limits _{s=1}^{n}a_{s}\sum \limits _{k_{1}+\dots +k_{s}=n}b_{k_{1}}b_{k_{2}}\dots b_{k_{s}}} (при цьому необхідно щоб {\displaystyle b_{0}=0})
{\displaystyle H=F'\iff \forall n\,c_{n}=(n+1)a_{n+1}}
Таким чином формальні степеневі ряди утворюють кільце.

## Топологія
В множині {\displaystyle R[[X]]} також можна задати топологію, що породжується наступною метрикою:
{\displaystyle d((a_{n}),(b_{n}))=2^{-k},\,\!}
де k найменше натуральне число таке що ak ≠ bk;
Можна довести, що визначені множення і додавання в цій топології є неперервними, отже формальні степеневі ряди з визначеною топологією утворюють топологічне кільце.

## Оборотні елементи
Формальний ряд:
{\displaystyle \sum _{n=0}^{\infty }a_{n}X^{n}}
в R[[X]] є оборотним в R[[X]] тоді і лише тоді коли a0 є оборотним в R.
Це є необхідним оскільки вільний член добутку рівний {\displaystyle a_{0}b_{0}},
і достатнім, оскільки коефіцієнти тоді визначаються за формулою:
{\displaystyle {\begin{aligned}b_{0}&={\frac {1}{a_{0}}}\\b_{n}&=-{\frac {1}{a_{0}}}\sum _{i=1}^{n}a_{i}b_{n-i}\qquad {\text{for }}n\geq 1.\end{aligned}}}

## Властивості
- Максимальними ідеалами кільця формальних степеневих рядів є ідеали M для яких M ∩ R є максимальним ідеалом в R і M є породжене X і M ∩ R.
- Якщо R є локальним кільцем, то локальним кільцем є також R[[X]]
- R — кільце Нетер, то також R[[X]]  є кільцем Нетер .
- Якщо R — область цілісності, то  R[[X]] також буде областю цілісності.
- Метричний простір (R[[X]], d) є повним.
- Кільце R[[X]] є компактним тоді коли кільце  R є скінченним.